# Atrebati
Atrebati (latinsko Atrebates, edn. Atrebas), belgijsko pleme, ki je pred rimsko okupacijo prebivalo v Galiji in Veliki Britaniji.

## Ime
Njihovo ime je sorodno s staroirsko besedo aittrebaid, ki pomeni prebivalca. Naziv Atrebates izhaja iz prakeltskega *ad-treb-a-t-es - prebivalci. Keltski koren besede je treb- - zgradba, ki je primerljiv s staroirskim treg – zgradba, farma, valižanskim tref – mesto, srednje bretonskim treff – mesto in provansalskim trevar – živeti v hiši ali vasi. Edith Wightman domneva, da je njihovo ime pomenilo "ljudstvo iz notranjosti (celine)"  za razliko Morinov – "ljudstvo z morja".

## Atrebati v Galiji
Galski Atrebati so živeli v sedanjem Artoisu v severni Franciji ali v njegovi okolici. Njihova prestolnica Nemetocenna, kasneje preimenovana v Nemetacum ali Nemetacon, je sedanji Arras v departmaju Pas-de-Calais. Sedanji krajevni imeni Arras in Artois sta rezultat različnih fometičnih evolucij imena Atrebatov.
Leta 57 pr. n. št. so bili del belgijske alianse, ki je nastala kot odgovor na Cezarjevo osvajanje Galije. V zavezniško vojsko so prispevali 15.000 mož. Cezar je nanjo gledal kot na grožnjo Rimskemu cesarstvu in jih je napadel. Vojna se je zaradi boljšega položaja Belgov končala brez zmage. Ker Belgi v prihodnosti niso pričakovali nobene večje bitke, so zvezo razpustili in se dogovorili, da se bodo ponovno zbrali, če bo Cezar napadel katerokoli pleme.  Cezar je kasneje napadel več plemen in jih podjarmil.
Atrebati so se zatem združili z Nervijci in Viromanduji in napadli Cezarja in bili v bitki pri Sabisu poraženi. Cezar je po zmagi za njihovega kralja imenoval Komija, ki se je pridružil Cezarju v invazijah na Britanijo leta 55 in 54 pr. n. št. in se z britskim poglavarjem Kasivelaunom pogajal o vdaji. V zameno za svojo zvestobo je dobil oblast tudi nad Morini. Komij se je  kasneje obrnil proti Rimljanom in se pridružil Vercingetoriksovemu uporu leta 52 pr. n. št.. Po njegovem porazu med obleganjem Alezije se je Komij še naprej spopadal z Rimljani, sklenil mir z Markom Antonijem in nazadnje s skupino pristašel pobegnil v Britanijo. Vse kaže, da je v Galiji obdržal nekaj svojega vpliva, saj so se tam našli njegovi kasnejši kovanci, na katerih sta poleg njegovega imena  tudi imeni Germana in Karzicija, ki bi lahko bila njegova sinova ali regenta.
Ptolemaj v svoji Zgodovini, ki je bila napisana v 2. stoletju, omenja, da so Atrebati živeli obali Belgijske Galije blizu reke Sequane (Sene) in da se njihovo mesto imenuje Metacum.

### Atrebati v Britaniji
Komij se je v Britaniji kmalu razglasil za kralja britanskih Atrebatov in morda ustanovil svoje kraljestvo. Njegovo ozemlje je obsegalo sedanji Hampshire, zahodni Sussex in Surrey. Prestolnica kraljestva je bila Calleva Atrebatum, sedanji Silchester. Na severu je mejilo na Dobune in Katuvelaune, na vzhodu na Regnenze in na jugu na Belge.
Naselitev Atrebatov v Britaniji ni bila masovna selitev prebivalstva. Arheolog Barry Cunliffe meni, da je bila verjetno sestavljena iz niza selitev plemen, ki so imela morda nek skupen belgijski povezovalni element. Možno je tudi, da se je naziv Atrebati, tako kot nazivi  mnogo drugih plemen v tistem obdobju, nanašal samo na vladarsko hišo ali dinastijo in ne na celotno etnično skupino. Komij in njegovi pristaši so po prihodu v Britanijo uveljavili svojo oblast verjetno samo na manjšem ozemlju in jo nato razširili tako daleč, da je nastala nekakšna pradržava. Med Cezarjevo prvo invazijo na Britanijo leta 55 pr. n. št., v kateri je morala rimska konjenica zaradi slabega vremena ostati na celini, je dal Komij Rimljanom na razpolago manjšo konjeniško enoto svojih podložnikov, kar kaže, da je imel  že takrat v Britaniji svoje zveze. Atrebati so po invaziji dobili položaj od Rima odvisnega kraljestva.
Kovanci s Komijevim imenom so se kovali v Callevi približno od leta 30 pr. n. št. do 20 pr. n. št.. Na nekaterih je napis  COM COMMIOS, katerega nekateri tolmačijo kot Komij, sin Komija, drugi pa trdijo, da gre za dva kralja, očeta in sina, z enakim imenom. 
Trije kasnejši kralji britanskih Atrebatov, Tinkomar, Epil in Verika, so se na svojih kovancih razglašali za Komijeve sinove. Tinkomar je vladal skupaj s svojim očetom približno od leta 25 pr. n. št. do Komijeve smrti leta 20 pr. n. št.. Po njegovi smrti je iz Calleva vladal samo severnemu delu kraljestva, medtem ko je Epil iz Noviomaga (Chichester) vladal južnemu delu. Numizmatični in drugi arheološki dokazi kažejo, da je bil Tinkomar bolj prorimsko usmerjen kot njegov oče. John Creighton iz njegovih podob na kovancih sklepa, da je bil kot obses, se pravi diplomatski talec, ki so ga odpeljali v Rim in ga tam vzgojili v rimskem duhu.
Res gestae Divi Augusti omenjajo dva britanska kralja, ki sta bila Avgustu verjetno okoli leta 7 predstavljena kot ponižna prosilca. Odlomek z opisom dogodka je poškodovan, vendar se iz njega da razbrati, da je bil eden od njih verjetno Tinkomar, drugi pa Dubnovelan iz plemena Trinovantov ali Kantiakov. Izgleda, da je Tinkomarja njegov brat Epil izgnal, ker se od takrat na Epilovi kovanci pojavlja napis rex (kralj), kar kaže, da so ga Rimljani priznali za kralja.
Epila je okoli leta 15 nasledil Verika. Na njegovo kraljestvo so močno pritiskali Katuvelauni kralja Kunobelina in Calleva je okoli leta 25 prišla pod oblast Kunobelinovega brata Epatika. Verika je po Epatikovi smrti okoli leta 35 pridobil nazaj nekaj ozemlja, dokler ni Kunobelinov sin Karatak v zgodnjih 40. letih podjarmil Atrebatov. Verika je pobegnil v Rim in dal novemu cesarju Klavdiju izgovor za napad na Britanijo. 
Po rimski osvojitvi Britanije je bil del atrebatskega ozemlja organiziran kot prorimsko kraljestvo Regnenzov s kraljem Tiberijem Klavdijem Kogidubnom, ki bi lahko bil Verikov sin. Kraljestvo je bilo kasneje organizirano kot civitates, se pravi upravno okrožje znotraj rimske province, v katero so bili zajeti Atrebati, Regnenzi in morda Belgi.

## Seznam atrebatskih kraljev
- Komij,  57-okoli 20 pr. n. št.
- Tinkomar, okoli 20 pr. n. št.-7, Komijev sin
- Epil,  8-15, Komijev sin
- Verika, 15-40, Komijev sin

Ozemlje Atrebatov je bilo nato vključeno v rimsko provinco Britanijo. 